# Округ Кофи (Тенеси)
Округ Кофи (енгл. Coffee County) је округ у америчкој савезној држави Тенеси.

## Демографија
По попису из 2010. године број становника је 52.796, што је 4.782 (10,0%) становника више него 2000. године.
| Група             | 2000.          | 2010.          |
| Белци             | 44.324 (92,3%) | 47.539 (90,0%) |
| Афроамериканци    | 1.724 (3,6%)   | 1.845 (3,5%)   |
| Азијати           | 353 (0,7%)     | 452 (0,9%)     |
| Хиспаноамериканци | 1.051 (2,2%)   | 2.007 (3,8%)   |
| Укупно            | 48.014         | 52.796         |